# الهضة (قفل شمر)

تعديل مصدري - تعديل

الهضة هي إحدى قرى عزلة شمرين بمديرية قفل شمر التابعة لمحافظة حجة، بلغ تعداد سكانها 906 نسمة حسب تعداد اليمن لعام 2004.